# Scottish Rite Temple
O Scottish Rite Temple ou Templo do Rito Escocês é situado no número 803 da North 7th Street Trafficway, em Kansas City, Kansas. O arquiteto do prédio foi W. W. Rose. Foi colocado no marco histórico de Kansas City em 1 de dezembro de 1983. Foi colocado no Register of Historic de Kansas, em 4 de maio de 1985. Foi alistado no National Register of Historic Places, em 11 de setembro de 1985. Este Edifício foi reabilitado e é agora um casino, conhecido como o casino da rua 7th.